# Vuk Lazarevici
Vuk Lazarevici (sârbă: Вук Лазаревић) (n. cca. 1380 – d. 1410) a fost un prinț sârb și fiul cel mic al țarului Lazăr și un vasal al lui Musa, și mai apoi al lui Suleiman Celebi, implicându-se în Interregnul otoman.
S-a născut cândva după 1380, fratele său mai mare Ștefan în 1377. După bătălia de la Kosovo din 1389, Vuk, fratele său și mama sa au început să se implice în politica Serbiei. În bătălia de la Ankara, Vuk s-a găsit în armata vasală otomană a fratelui său, alături de fiii lui Vuk Brankovici, Đurađ și Grgur, împotriva Imperiului Timurid a lui Timur Lenk.
După bătălia de la Kosmidion, Vuk a fost trimis în Serbia de către Suleiman Celebi, pentru a pune stăpânire pe terenurile lui Ștefan. Dar pe drum, a fost capturat în orașul Philippoplis de un vasal a lui Musa Celebi. Vuk a fost trimis lui Musa și executat pentru trădarea de la Kosmidion.